# 伊砂久二雄
伊砂 久二雄（いさ くにお 1931年3月23日 - ）は日本の染織工芸作家。伊砂文様を考案し、伊砂文様研究所を主宰。株式会社伊砂社長。多くの型絵作品の創作、着物や帯の創作、商品デザイン、企業のカレンダーデザインに携わった。

## 経歴
1931年（昭和6年）京都府に生まれる。京都市立美術大学を卒業後、千切屋図案室に勤務。1957年（昭和32年）新匠会展に出品して第12回新匠賞受賞。
1964年（昭和39年）第1回伝統工芸日本染色展に出品して東京都教育委員会賞受賞。1970年（昭和45年）第25回新匠会展に出品して富本賞受賞。1993年（平成3年）日本工芸会より表彰される。